# SN 2006pg
SN 2006pg – supernowa typu Ia odkryta 9 listopada 2006 roku w galaktyce A032720+0105. W momencie odkrycia miała maksymalną jasność 22,10m.